# العلاقات البيلاروسية الميانمارية
العلاقات البيلاروسية الميانمارية هي العلاقات الثنائية التي تجمع بين روسيا البيضاء وميانمار.

## مقارنة بين البلدين
هذه مقارنة عامة ومرجعية للدولتين:
| وجه المقارنة                                              | روسيا البيضاء                    | ميانمار          |
| --------------------------------------------------------- | -------------------------------- | ---------------- |
| المساحة (كم2)                                             | 207.60 ألف                       | 676.58 ألف       |
| عدد السكان (نسمة)                                         | 9.50 مليون                       | 53.37 مليون      |
| الكثافة السكانية (ن./كم²)                                 | 45.76                            | 78.88            |
| العاصمة                                                   | مينسك                            | نايبيداو، يانغون |
| اللغة الرسمية                                             | اللغة البيلاروسية، اللغة الروسية | اللغة البورمية   |
| العملة                                                    | روبل بلاروسي                     | كيات ميانماري    |
| الناتج المحلي الإجمالي (بليون دولار)                      | 54.44 مليار                      | 69.32 مليار      |
| الناتج المحلي الإجمالي (تعادل القوة الشرائية) بليون دولار | 168.35 مليار                     | 282.95 مليار     |
| الناتج المحلي الإجمالي الاسمي للفرد دولار أمريكي          | 5.74 ألف                         | 1.16 ألف         |
| الناتج المحلي الإجمالي للفرد دولار أمريكي                 | 18.18 ألف                        |                  |
| مؤشر التنمية البشرية                                      | 0.798                            | 0.536            |
| رمز المكالمات الدولي                                      | +375                             | +95              |
| رمز الإنترنت                                              | .by، .бел                        | .mm              |
| المنطقة الزمنية                                           | ت ع م+03:00                      | ت ع م+06:30      |

## منظمات دولية مشتركة
يشترك البلدان في عضوية مجموعة من المنظمات الدولية، منها:
| علم المنظمة | اسم المنظمة                        | تاريخ انضمام روسيا البيضاء | تاريخ انضمام ميانمار |
| ----------- | ---------------------------------- | -------------------------- | -------------------- |
|             | الاتحاد البريدي العالمي            | ?                          | ?                    |
|             | منظمة حظر الأسلحة الكيميائية       | ?                          | ?                    |
|             | الأمم المتحدة                      | 24 أكتوبر 1945             | 19 أبريل 1948        |
|             | وكالة ضمان الاستثمار متعدد الأطراف | 3 ديسمبر 1992              | 16 ديسمبر 2013       |
|             | منظمة الشرطة الجنائية الدولية      | ?                          | ?                    |
|             | مؤسسة التمويل الدولية              | 2 نوفمبر 1992              | 3 ديسمبر 1956        |
|             | الاتحاد الدولي للاتصالات           | 7 مايو 1947                | 15 سبتمبر 1937       |
|             | البنك الدولي للإنشاء والتعمير      | 10 يوليو 1992              | 3 يناير 1952         |
|             | يونسكو                             | 12 مايو 1954               | 27 يونيو 1949        |

## وصلات خارجية
- موقع وزارة الخارجية البيلاروسية
- موقع وزارة الخارجية الميانمارية